# جنگل هامباخ

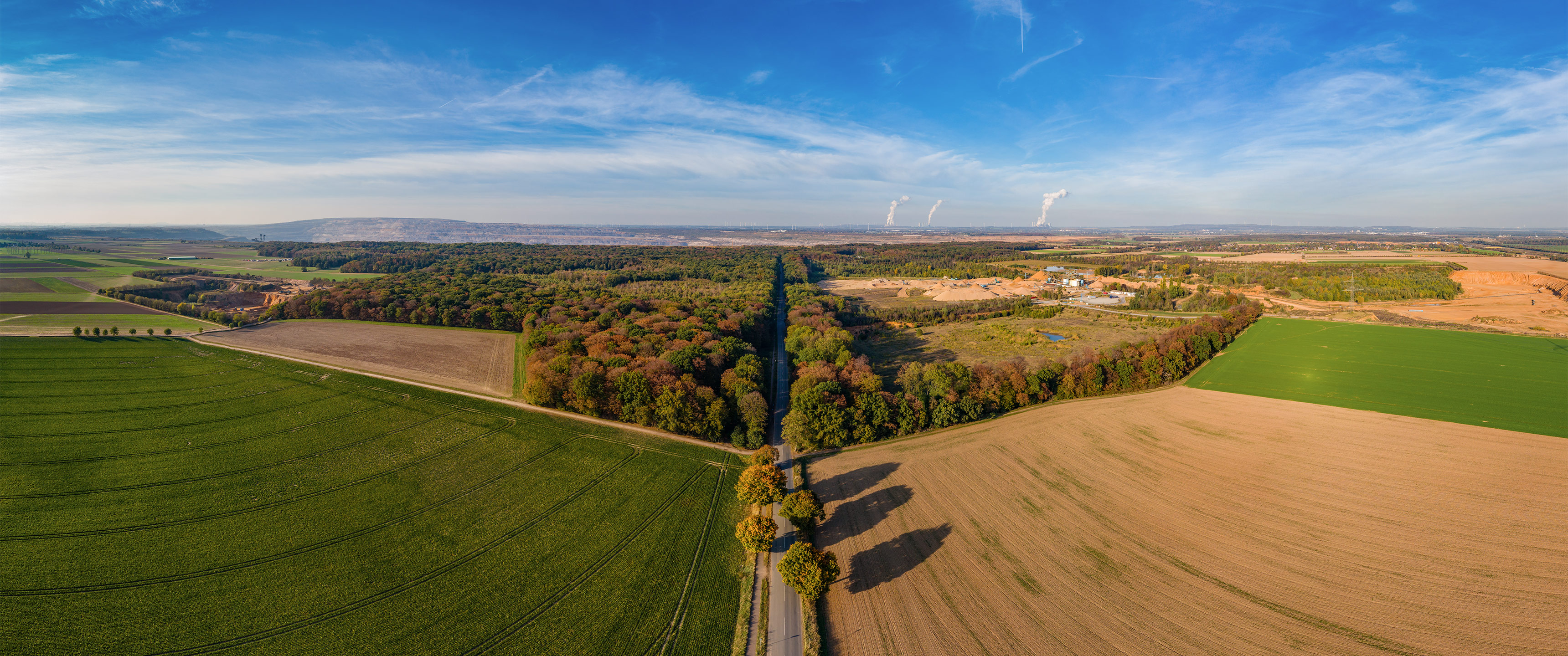
نمای هوایی از جنگل هامباخ از جنوب، اکتبر ۲۰۱۸

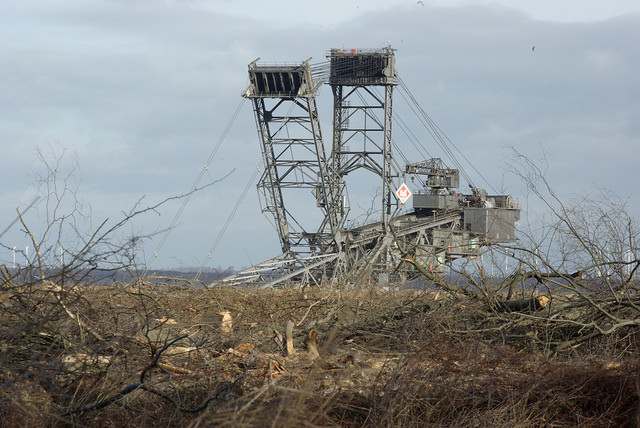
مساحت جنگل تخریب شده با بیل مکانیکی

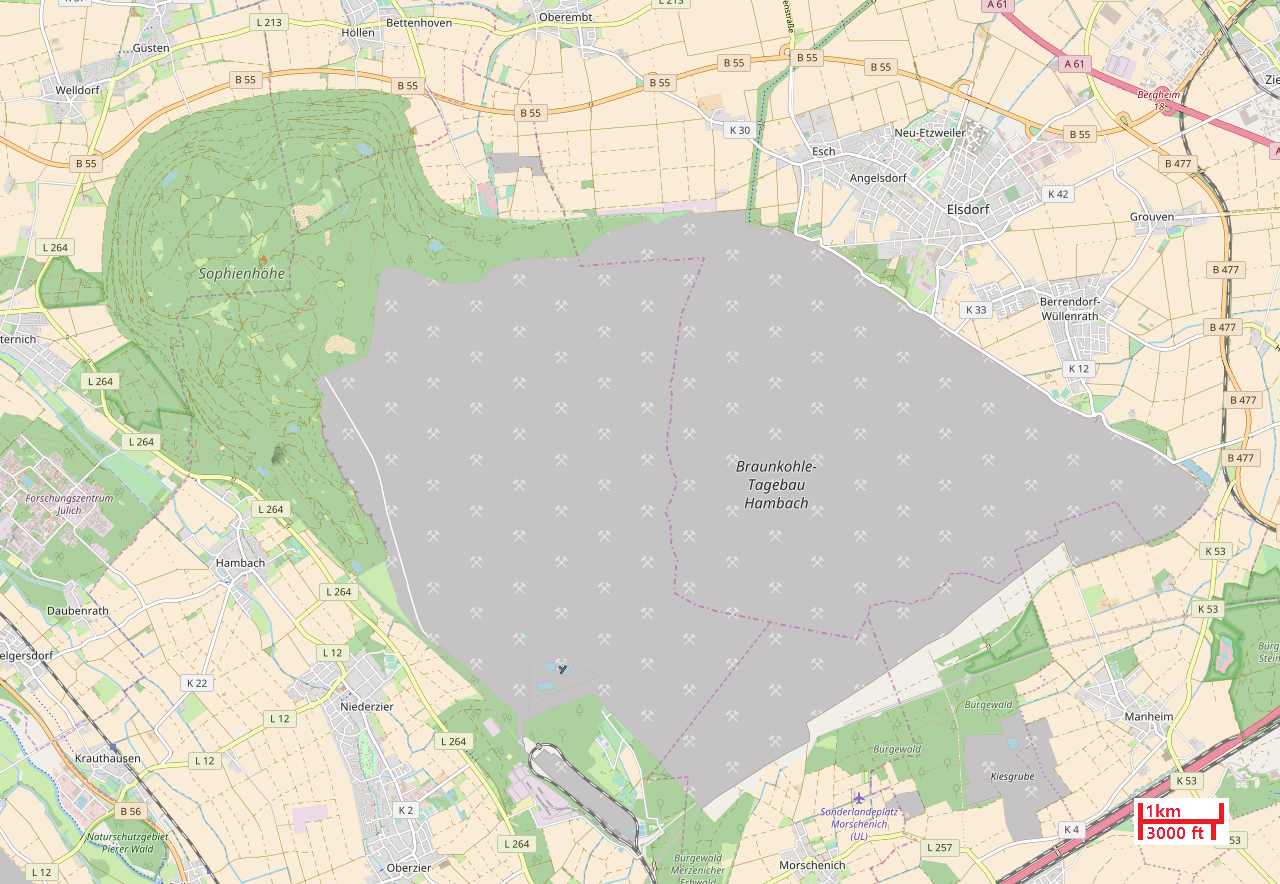
معدن سطحی هامباخ؛ جنگل هامباخ باقی مانده در جنوب (شمال شمالی مورشنیچ (د))

جنگل هامباخ یک جنگل باستانی در نزدیکی بویر در شمال راین و وستفالیا و غرب آلمان، بین کلن و آخن واقع شده است. این پروژه به عنوان بخشی از معدن سطح هامباچ توسط اروه‌ئه برنامه‌ریزی شده بود. در سال ۲۰۱۲ اعتراضاتی علیه این موضوع صورت گرفت و در سال ۲۰۲۰ قانونی برای حفاظت از آن تصویب شد.

## جنگل

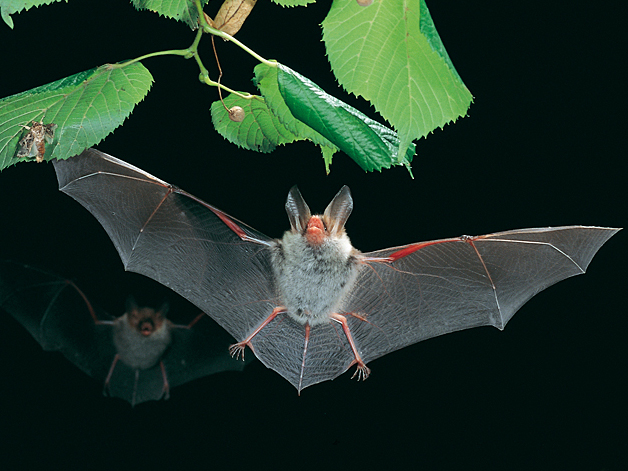
جمعیت خفاش نادر بششتاین جنگل هامباخ در معرض تهدید قرار گرفت.

جنگل هامباخ از تنوع زیستی غنی برخوردار است و زیستگاه ۱۴۲ گونه گیاهی و جانوری است که از نظر حفاظت از محیط زیست اهمیت دارند. این جنگل «آخرین بازمانده یک اکوسیستم جنگلی است که از پایان عصر یخبندان، این بخش از دشت رودخانه راین بین آخن و کلن را اشغال کرده است». تنها ده درصد از جنگل هامباخ هنوز باقی مانده است و جنگل باقی مانده به شدت توسط استخراج زغال سنگ قهوه‌ای تهدید می‌شود. از موارد مورد توجه این جنگل، جمعیت کمیاب خفاش بششتاین است که طبق پیوست‌های II و IV دستورالعمل زیستگاه‌های اروپا به شدت محافظت می‌شود. هیچ مطالعه‌ای در مورد ارزیابی پیامد زیست‌محیطی انجام نشده است.

## استخراج زغال سنگ قهوه‌ای
این منطقه بخشی از منطقه معدنی زغال قهوه‌ای راین است و معدن سطحی هامباخ از سال ۲۰۱۸ بزرگ‌ترین معدن روباز در آلمان است. شرکت اروه‌ئه از دهه ۱۹۶۰ یا قبل از آن مالک این زمین بوده و از دهه ۱۹۷۰ مجوز رسمی برای جنگل‌زدایی در این منطقه را در اختیار داشته است. این شرکت بارها استدلال کرده است که جنگل هامباخ باید برای تضمین تأمین انرژی در آینده پاکسازی شود. گویدو اشتفن، سخنگوی این شرکت اظهار داشت: «من هامباخ را دهه‌هاست که می‌شناسم، حتی قبل از معدن. جنگل فوق‌العاده‌ای بود… حیف که درختان باید قطع شوند. ما این کار را نه به خاطر تفریح، بلکه به دلیل ضرورت اقتصادی انجام می‌دهیم. آلمان به انرژی نیاز دارد.»
فرایند معمول این است که زغال قهوه‌ای را با ماشین‌های بیل مکانیکی عظیم حفاری می‌کنند و سپس آن را در تولید برق با بخار می‌سوزانند. نقشه سال ۲۰۱۸ میزان فعالیت‌های حفاری تا آن زمان را نشان می‌دهد. در این نقشه، جنگل هامباخ (اطراف مورشنیخ قدیمی متروکه) اصلاً نمایش داده نشده است، اما زیر یک هاشور به معنای «منطقه عملیاتی آینده» قرار دارد.

## اولین واکنش فعالان محیط زیست (۲۰۱۲–۲۰۱۴)
از سال ۲۰۱۲، جنگل هامباخ به یک نقطه نظر سیاسی برای طرفداران محیط زیست تبدیل شده بود که به دلیل وجود معدن روباز سطحی هامباخ در مجاورت این مکان، علیه شرکت انرژی آلمانی اروه‌ئه اعتراض می‌کردند. این معدن با ۸۵ کیلومتر مربع (۳۳ مایل مربع)، بزرگ‌ترین معدن از نوع خود در اروپا است.

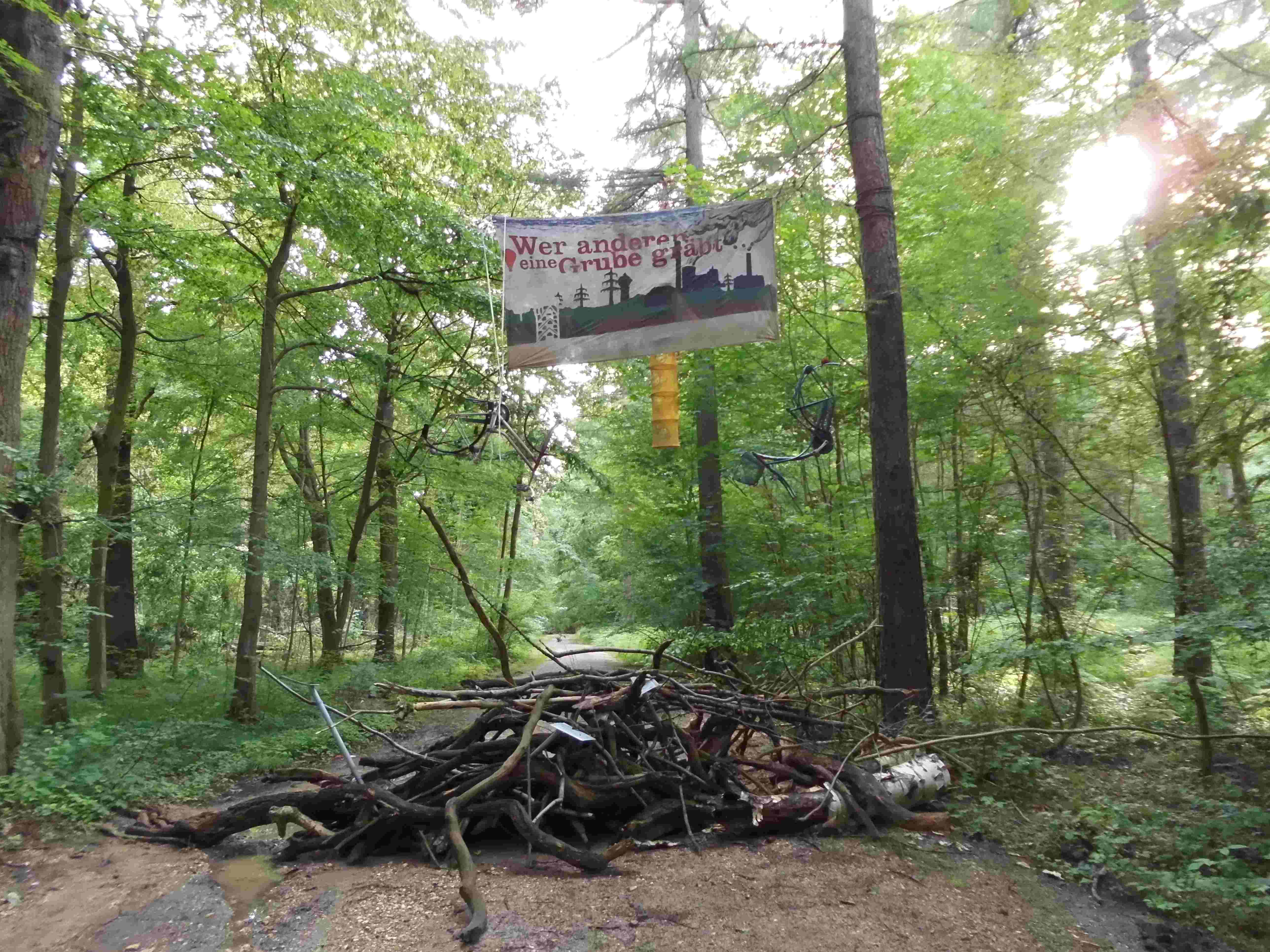
بستن مسیر (سپتامبر ۲۰۱۶)

منطقه‌ای در داخل جنگل توسط کسانی اشغال شده بود که با آزادسازی برای استخراج زغال سنگ قهوه‌ای مخالف بودند. آنها در پی تعطیلی معدن و نجات بخش‌های باقی‌مانده از جنگل بودند که در معرض خطر قطع شدن برای توسعه معدن قرار داشتند.
اولین تجمع از آوریل تا نوامبر ۲۰۱۲ ادامه داشت. تجمع دوم در سپتامبر ۲۰۱۳ آغاز شد و تا مارس ۲۰۱۴ ادامه یافت و پس از آن تجمع سوم از آوریل تا اکتبر ۲۰۱۴ انجام شد.

#### تجمع چهارم
تجمع چهارم و اشغال جنگل توسط فعالا محیط زیست از سال ۲۰۱۵ آغاز شد و تا سال ۲۰۱۸ ادامه یافت. این تجمع شامل یک شهرک با حدود دوجین خانه درختی و موانع متعدد جاده‌ای بود. این موانع برای جلوگیری از ورود خودروهای شرکت‌های معدنی و پلیس برپا شده بودند.

## دادخواست و حکم دادگاه
فصل‌های هرس از اول اکتبر تا پایان فوریه ادامه دارد و معمولاً در هر دوره ۷۰ تا ۸۰ هکتار از جنگل پاکسازی می‌شود. عملیات قطع درختان در فصل قطع درختان ۲۰۱۷/۲۰۱۸ تنها پس از دو روز در نوامبر ۲۰۱۷، پس از حکم دادگاه در مونستر پایان یافت. جنگل هامباخ، با تنوع گونه ای از بلوط قرمز اروپایی، ممرز و موگه و زیستگاه خفاش بششتاین است که بعد از ثبت شکایت انجمن حفاظت از محیط زیست، طبق پیوست‌های II و IV دستورالعمل زیستگاه‌های اروپایی کاملاً تحت حفاظت قرار گرفت.

## دستگیری فعالان محیط زیست در سال ۲۰۱۸

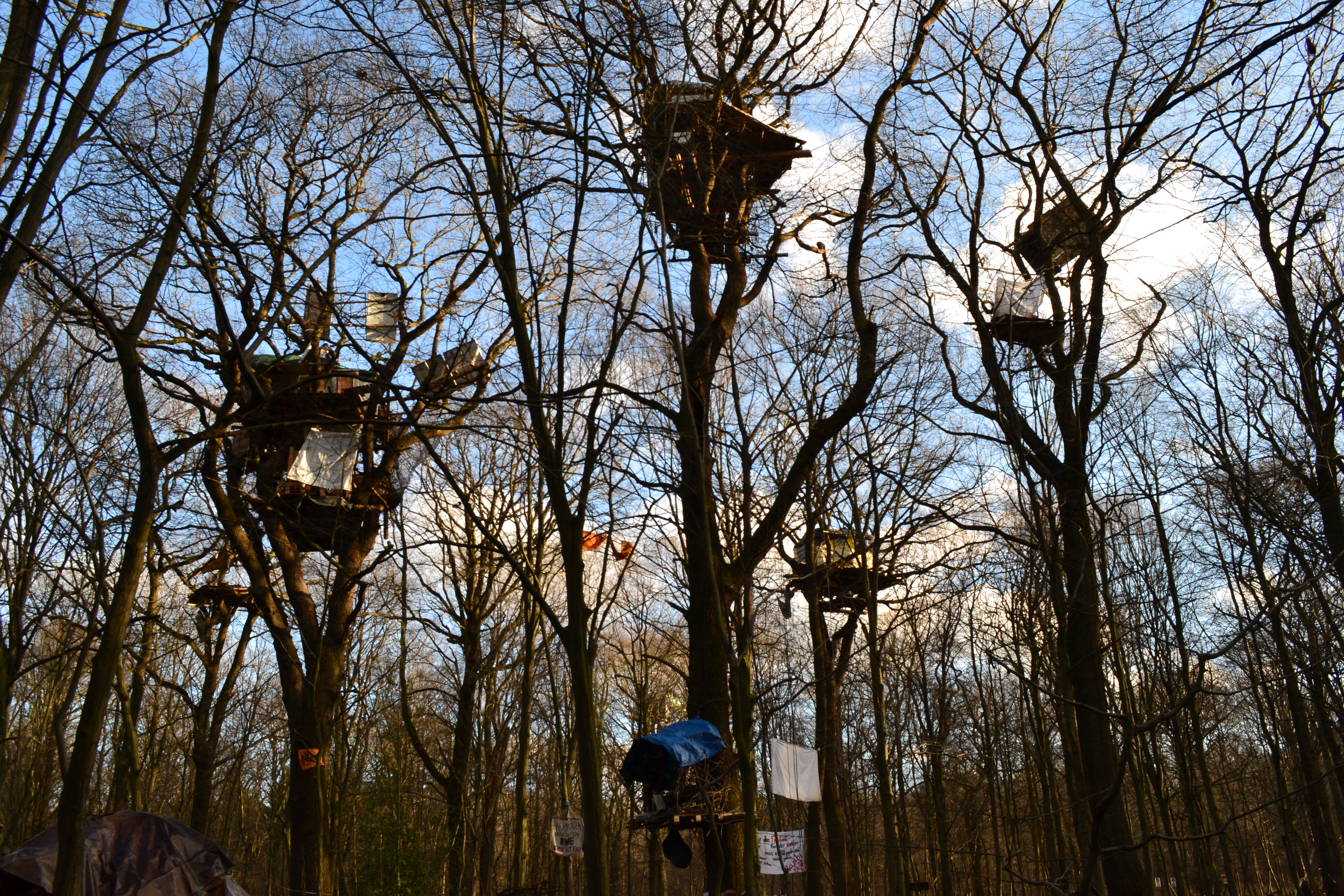
خانه‌های درختی در جنگل هامباخ (فوریه ۲۰۱۸)

در ۲۲ ژانویه ۲۰۱۸، نه نفر از فعالان محیط زیست در جنگل هامباخ به دلیل مقاومت در برابر تخلیه یک سنگر دستگیر شدند. تمام دستگیرشدگان از ارائه هرگونه جزئیاتی در مورد هویت خود خودداری کردند و در بازداشت پیش از محاکمه و همچنین در دادگاه ناشناس ماندند. یکی از فعالان پس از ۶۷ روز بازداشت، با آزادی مشروط از زندان خارج شد. دو فعال پس از ۵۲ روز بازداشت پیش از محاکمه در زندان کلن-اسندورف، پس از معاینه پزشکی که نشان داد آنها زیر ۲۱ سال سن دارند و باید طبق قانون نوجوانان مورد رسیدگی قرار گیرند، آزاد شدند.

## نگارخانه

مناظری از درون جنگل هامباخ
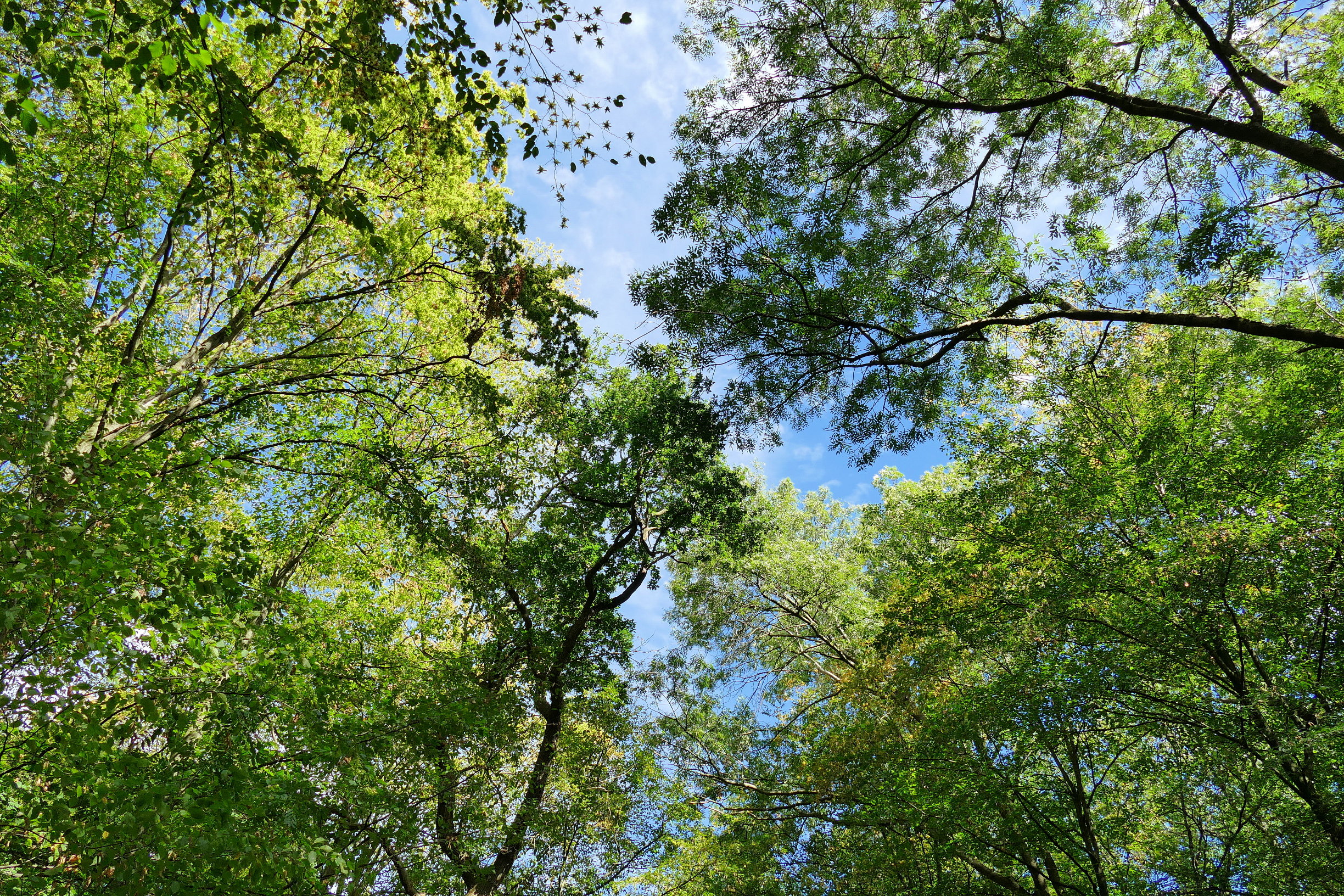
نزدیک مورشنیخ  سپتامبر ۲۰۱۸
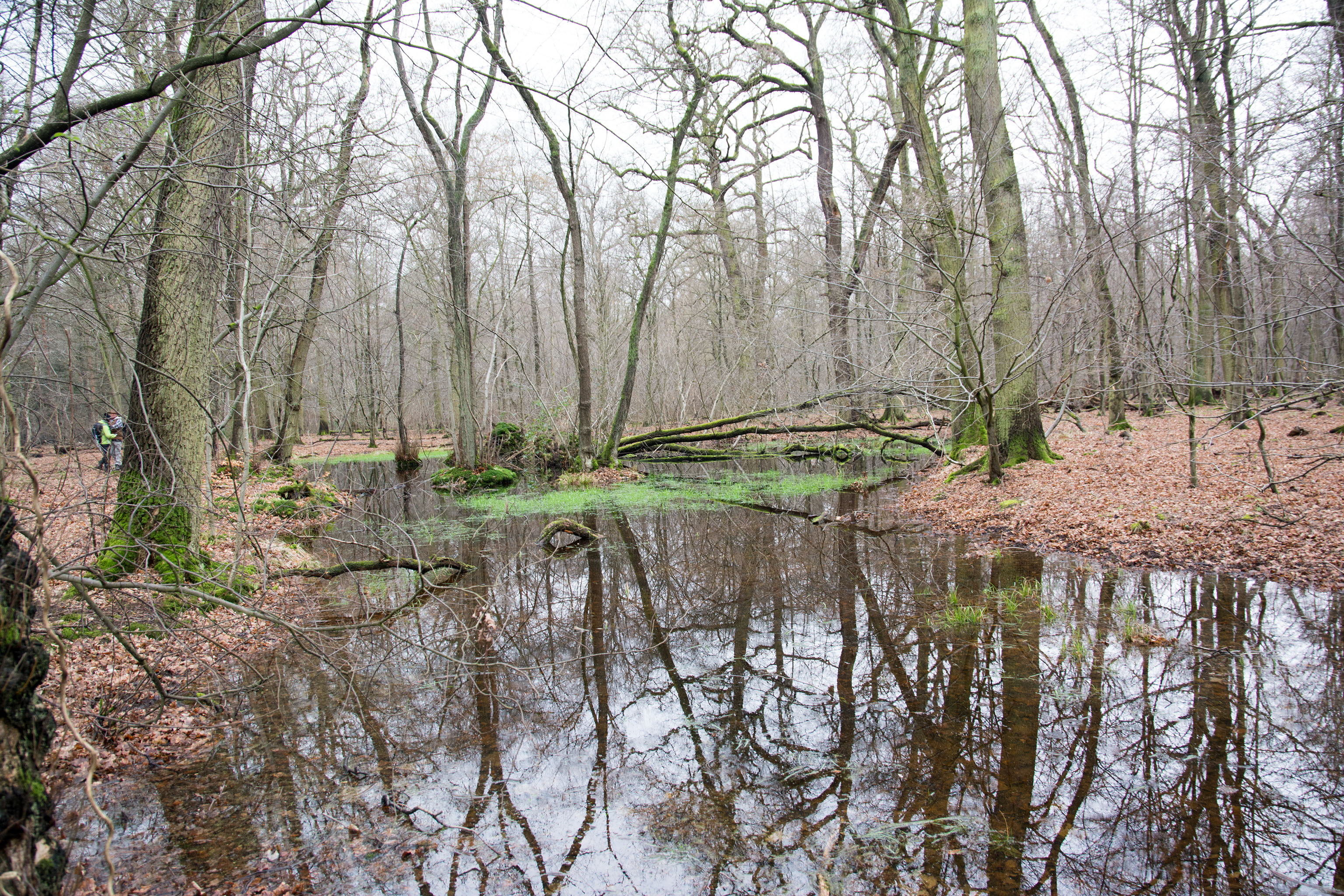
آخرین برکه در جنگل هامباخ، فوریه ۲۰۱۶